# Hästtjärnen (Söderbärke socken, Dalarna, 666522-149087)
Hästtjärnen är en sjö i Smedjebackens kommun i Dalarna och ingår i Norrströms huvudavrinningsområde.